# Fatma Zagrouba
Fatma Zagrouba (Sfax, 21 febbraio 1982) è un'ex cestista tunisina.

## Carriera
Con la Tunisia ha disputato i Campionati mondiali del 2002.